# Burr
Burr és una població dels Estats Units a l'estat de Nebraska. Segons el cens del 2000 tenia 66 habitants.

## Demografia
Segons el cens del 2000, Burr tenia 66 habitants, 36 habitatges, i 16 famílies. La densitat de població era de 318,5 habitants per km².
Dels 36 habitatges en un 11,1% hi vivien nens de menys de 18 anys, en un 44,4% hi vivien parelles casades, en un 2,8% dones solteres, i en un 52,8% no eren unitats familiars. En el 47,2% dels habitatges hi vivien persones soles el 25% de les quals corresponia a persones de 65 anys o més que vivien soles. El nombre mitjà de persones vivint en cada habitatge era d'1,83 i el nombre mitjà de persones que vivien en cada família era de 2,65.
Per edats la població es repartia de la següent manera: un 16,7% tenia menys de 18 anys, un 7,6% entre 18 i 24, un 21,2% entre 25 i 44, un 31,8% de 45 a 60 i un 22,7% 65 anys o més.
L'edat mediana era de 46 anys. Per cada 100 dones de 18 o més anys hi havia 83,3 homes.
La renda mediana per habitatge era de 35.000 $ i la renda mediana per família de 38.125 $. Els homes tenien una renda mediana de 31.786 $ mentre que les dones 23.750 $. La renda per capita de la població era de 20.113 $. Cap de les famílies i el 5,3% de la població estaven per davall del llindar de pobresa.

## Poblacions més properes
El següent diagrama mostra les poblacions més properes.